# 바그다드 카페
《바그다드 카페》(영어: Bagdad Cafe/Out of Rosenheim)은 독일의 영화감독 퍼시 아들론의 1987년작 영화이다.

## 줄거리
캘리포니아의 사막 한가운데서 남편에게 버림받은 로젠하임 출신의 야스민 뮌히그스테트너가 술을 팔지 않는 모텔 바그다드 카페에 도착하면서, 아무도 찾지 않던 바그다드 카페는 활기를 되찾는다.

## 배역
- 마리안느 세이지브레트 - 야스민
- CCH 파운더 - 브렌다
- 잭 팰런스 - 루디 콕스
- 크리스틴 카우프먼 - 데비
- 모니카 칼하운 - 필리스
- 조지 아길라 - 카후엔가
- G. 스모키 캠벨 - 살
- 한스 스태드바우어 - 야스민의 남편
- 아페산아 아페사나쾃 - 셔리프 아니
- 대런 플랙 - 살라모
- 조지 아귈라 - 카후엔가
- 마크 다네리 - 트럭커 마크
- 레이 영 - 트럭커 레이
- 게리 리 데이비스 - 트럭커 게리

## 한국판 성우진(KBS) (2008년 1월 13일)
- 이연희 - 브렌다(CCH 파운더)
- 전숙경 - 야스민(마리안느 제거브레히트)
- 한상덕 - 루디 콕스(잭 팰런스)
- 김준 - 살(G. 스모키 캠벨)
- 주유랑 - 필리스(모니카 캘런)
- 김래환 - 에릭(알렌 S. 크레이그)
- 성창수 - 야스민의 남편(한스 스태드바우어)
- 이진화 - 데비(크리스틴 카우프먼)
- 손선근 - 보안관(아페산아 아페사나쾃)
- 유동균 - 살라모(대런 플랙)
- 이재웅 - 카후엔가(조지 아귈라)

### KBS판 스태프
- 녹음 - 홍유선
- 편집 - 황인규
- 그래픽 - 권미정
- 번역 - 최성연
- 연출 - 하인성
- 우리말제작 - KBS 미디어

## 수상
- 1987년 바이에른 영화상
- 1988년 독일 영화상
- 1988년 에른스트-루비치 상
- 1989년 세자르 상